# کاچوان
کاچوان (انگلیسی: Kachevan) یک شهرک در شهرستان کارماسکالینسکی استان باشقیرستان کشور روسیه است.